# Polyphaenis monophaenis
Polyphaenis monophaenis là một loài bướm đêm trong họ Noctuidae.